# رود آی
رود آی رودی است به رود کوایسه می‌ریزد. این رود از کشور ژاپن می‌گذرد. طول آن ۱۸٫۱ کیلومتر (۱۱٫۲ مایل) است.